# 글라드삭세시

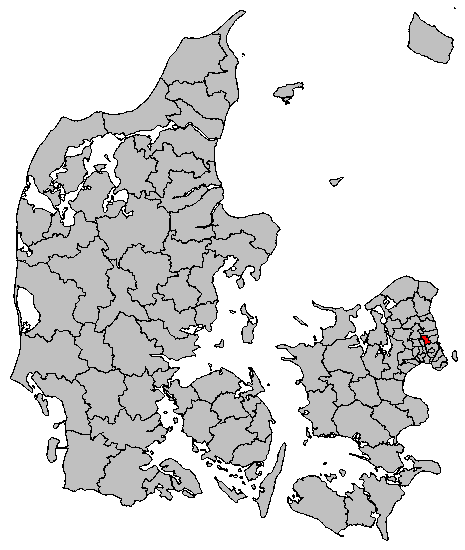
글라드삭세시의 위치

글라드삭세시(덴마크어: Gladsaxe Kommune)는 덴마크 수도 지역에 위치한 지방 자치체이다. 덴마크 동부 셸란섬에 위치하며 면적은 25km2, 인구는 65,962명(2012년 10월 1일 기준), 인구 밀도는 2,638명/km2이다.

## 자매 도시
- 스웨덴 솔나시
- 크로아티아 스플리트
- 오스트리아 클라겐푸르트
- 폴란드 코샬린
- 헝가리 베스프렘